# Orthogrammica semiaurea
Orthogrammica semiaurea är en fjärilsart som beskrevs av Emilio Berio 1966/67. Orthogrammica semiaurea ingår i släktet Orthogrammica och familjen nattflyn. Inga underarter finns listade i Catalogue of Life.